# Pięć Dynastii i Dziesięć Królestw
Pięć Dynastii i Dziesięć Królestw (chiń. upr. 五代十国; chiń. trad. 五代十國; pinyin Wǔdài Shíguó; 907–960) – okres w historii Chin w X wieku, pomiędzy upadkiem dynastii Tang a panowaniem dynastii Song. W północnej części Chin nastało wówczas po kolei pięć dynastii, a w południowej  powstało kilka niezależnych państewek, które nazywa się Dziesięcioma Królestwami (według niektórych historyków było ich 11). Równocześnie na północnym wschodzie rozpoczęła swe panowanie dynastia Liao.

## Pięć Dynastii
- Późniejsza dynastia Liang (907-923)
- Późniejsza dynastia Tang (923-936)
- Późniejsza dynastia Jin (936-947)
- Późniejsza dynastia Han (947-951)
- Późniejsza dynastia Zhou (951-960)

## Dziesięć Królestw
- Wu
- Wuyue
- Min
- Chu
- Południowe Han
- Wcześniejsze Shu
- Późniejsze Shu
- Jingnan
- Południowe Tang
- Północne Han

## Inne państwa
- Yan
- Qi
- Chengde Jiedushi (znane również jako Zhao)
- Yiwu Jiedushi
- Dingnan Jiedushi
- Wuping Jiedushi
- Qingyuan Jiedushi
- Yin
- Ganzhou
- Shazhou
- Liangzhou